# Thomas-Marie-Joseph Gousset
Thomas-Marie-Joseph Gousset (Montigny-lès-Cherlieu, 1º maggio 1792 – Reims, 22 dicembre 1866) è stato un cardinale e arcivescovo cattolico francese.

## Biografia
Thomas-Marie-Joseph Gousset nacque a Montigny-lès-Cherlieu il 1º maggio 1792.
Dopo aver studiato al Collége de Besançon di Besançon ove ottenne il diploma in lettere il 22 novembre 1811, ottenne la laurea in filosofia presso l'Università cittadina nel 1812, frequentando poi il Gran Seminario di dal 1813 al 1817 ottenendo il dottorato in teologia.
Ordinato sacerdote il 22 luglio 1817, divenne vicario della parrocchia di Bouhans les Lure per nove mesi e poi venne richiamato al seminario ove divenne professore di teologia dogmatica e morale ove rimase per dodici anni 1818-1830: qui egli seguì il pensiero di Alfonso Maria de Liguori nelle sue opere teologiche. Divenuto vicario generale dell'arcidiocesi di Besançon dal 22 agosto 1830 rimase in carica sino al 1835. Fu membro dell'Académie de Besançon dal 28 gennaio 1831.
Eletto vescovo di Périgueux dal 1º febbraio 1836, venne consacrato il 6 marzo successivo nella chiesa di Des Carmes di Parigi per mano di Hyacinthe-Louis de Quélen, arcivescovo di Parigi, assistito da Charles de Forbin-Janson, vescovo di Nancy, e da Eugène de Mazenod, vescovo titolare di Icosio e visitatore apostolico per la missione di Tunisi. Promosso alla sede metropolitana di Reims dal 13 luglio 1840, fondò l'Académie des Sciences, Arts et Belles Lettres di Reims il 15 dicembre 1841; egli stabilì inoltre la fondazione della biblioteca arcivescovile. Assistente al Trono Pontificio dal 2 dicembre 1845 e conte romano, divenne membro del Consiglio Superiore per la Pubblica Istruzione.
Creato cardinale presbitero nel concistorio del 30 settembre 1850, il 10 aprile del 1851 ricevette la berretta cardinalizia ed il titolo di San Callisto. Senatore dell'Impero nel 1852, fu presente a Roma in occasione della cerimonia per la proclamazione del dogma dell'Immacolata Concezione l'8 dicembre 1854. Commendatore dell'Ordine della Legion d'Onore dal 1858, fu in quegli anni prolifico scrittore.
Morì il 22 dicembre 1866 a Reims. La sua salma venne esposta nella cattedrale metropolitana di Reims e sepolta poi nella chiesa di Saint-Thomas della medesima città. Il suo cuore, racchiuso in un'urna d'oro con il suo stemma, venne piazzato in una delle due colonne bronzee della cappella abbaziale della cattedrale.

## Genealogia episcopale e successione apostolica
La genealogia episcopale è:
- Cardinale Guillaume d'Estouteville, O.S.B.Clun.
- Papa Sisto IV
- Papa Giulio II
- Cardinale Raffaele Sansone Riario
- Papa Leone X
- Papa Paolo III
- Cardinale Francesco Pisani
- Cardinale Alfonso Gesualdo di Conza
- Papa Clemente VIII
- Cardinale Pietro Aldobrandini
- Cardinale Laudivio Zacchia
- Cardinale Antonio Barberini, O.F.M.Cap.
- Cardinale Nicolò Guidi di Bagno
- Arcivescovo François de Harlay de Champvallon
- Cardinale Louis-Antoine de Noailles
- Vescovo Jean-François Salgues de Valderies de Lescure
- Arcivescovo Louis-Jacques Chapt de Rastignac
- Arcivescovo Christophe de Beaumont du Repaire
- Cardinale César-Guillaume de la Luzerne
- Arcivescovo Gabriel Cortois de Pressigny
- Arcivescovo Hyacinthe-Louis de Quélen
- Cardinale Thomas-Marie-Joseph Gousset

La successione apostolica è:
- Vescovo Joseph-Armand Gignoux (1842)
- Vescovo André-Joseph Guitton (1842)
- Vescovo Louis-Eugène Regnault (1852)
- Vescovo Philippe-Olympe Gerbet (1854)
- Vescovo Jean-Jacques Nanquette (1855)
- Vescovo Jean-Honoré Bara (1856)
- Vescovo Jacques-Antoine-Claude-Marie Boudinet (1856)
- Arcivescovo François-Augustin Delamare (1856)
- Vescovo Jean-Joseph Christophe (1861)
- Vescovo Jean-Pierre-Jacques Dours (1864)